# فلوریندا چیکو
فلوریندا چیکو (اسپانیایی: Florinda Chico‎؛ ‏ ۲۴ آوریل ۱۹۲۶ – ۱۹ فوریهٔ ۲۰۱۱) بازیگر اهل اسپانیا بود. وی بین سال‌های ۱۹۴۷ تا ۲۰۰۲ میلادی فعالیت می‌کرد و در سال ۱۹۹۷ برندهٔ نشان زرین شایستگی در کار (پادشاهی اسپانیا، ۱۹ دسامبر ۱۹۹۷) شد.
از فیلم‌ها یا برنامه‌های تلویزیونی که وی در آن نقش داشته‌است، می‌توان به سرکش، پرورش کلاغ، و در سال سوم، او دوباره برخاست و خانه برناردا آلبا اشاره کرد.